# Остелецькі
Остелецькі (пол. Ostelecki, рос. Остелецкие) — козацько-старшинський, а пізніше дворянський рід.

## Походження
Нащадки роду Остелецьких походять від:
- Петра Остелецького, який мешкав в XVIII ст.
- військового товариша Олександра Остелецкого і його сина Євстафія, колезького радника (1820).

## Опис герба
У білому полі чорний скаче вліво козел, нижня частина якого в чорних і білих шахах (Вірушова зм.).
Щит увінчаний дворянськими шоломом і короною. Нашоломник: озброєна мечем рука. Намет на щиті чорний, підкладений сріблом.